# The Regeneration of Worthless Dan
The Regeneration of Worthless Dan è un cortometraggio muto del 1912 diretto da Harry A. Pollard. Prodotto dalla Nestor Film Company, il film aveva come interpreti Margarita Fischer, R. Henry Grey.

## Trama
Sapendo che al ranch è rimasto solo Allison con la moglie e il figlio, Faber e Stern, due ladri di cavalli, tentano il colpo. Ne nasce una sparatoria dove Allison viene colpito di striscio mentre Faber resta gravemente ferito al braccio. Dopo che i due ladri sono fuggiti, la signora Allison lascia marito e figlio per andare a chiamare il medico e lo sceriffo.

Intanto al ranch, Faber, che ha insistito per ritornare, spara ad Allison. Stern, vedendo il piccolo solo e pensando che lasciandolo possa morire di fame, lo prende con sé per portarlo nella sua baita in montagna. La lunga cavalcata, però, e il freddo fanno morire il neonato.

Gli anni passano. Stern è diventato un mercante di cavalli. Dopo avere raccolto Dan, un diciottenne cui offre un lavoro, i due un giorno incontrano la signora Allison per venderle un cavallo. La donna è molto colpita da Dan, che le ricorda come potrebbe essere adesso il suo bambino perduto. Stern, che del piccolo aveva conservato una spillina, la dà a Dan, dicendogli di seguire le sue istruzioni in modo da farsi passare per il figlio della vedova. Dan acconsente e circuire la donna non gli riesce difficile. Vivendo con lei, però, impara ad amare quella graziosa signora. Una notte, entrato in casa e trovando Dan da solo, Stern gli chiede di aprirgli la cassaforte. Il ragazzo, però, rifiuta di farlo. Tra i due nasce uno scontro e alla lotta assiste la signora Allison. Stern ha la peggio e viene mandato via. Dopo che Dan ha confessato tutto, è perdonato dalla signora Allison che ormai lo considera come un vero figlio.

## Produzione
Il film fu prodotto dalla Nestor Film Company.

## Distribuzione
Distribuito dall'Universal Film Manufacturing Company, il film - un cortometraggio di una bobina - uscì nelle sale cinematografiche degli Stati Uniti il 25 novembre 1912.